# Tête de Balme
Pour les articles homonymes, voir Balme.
La tête de Balme pour le côté français ou Aiguillette pour le côté suisse est un sommet du massif du Mont-Blanc situé à la frontière entre la France et la Suisse,.

## Géographie
Culminant à 2 321 mètres d'altitude, elle marque avec le col de Balme tout proche le fond de la vallée de Chamonix qui se trouve au sud-ouest et s'élève au-dessus de Vallorcine qui se trouve au nord-ouest,. La borne frontière no 3 marque la frontière qui fait ici un angle droit entre le col de Balme au sud-est et le Plan des Reines au sud-ouest.
Les sources de l'Arve sont situées sur l'adret de la montagne, juste sous le sommet,. Sur son ubac se trouve le lac de Catogne,.

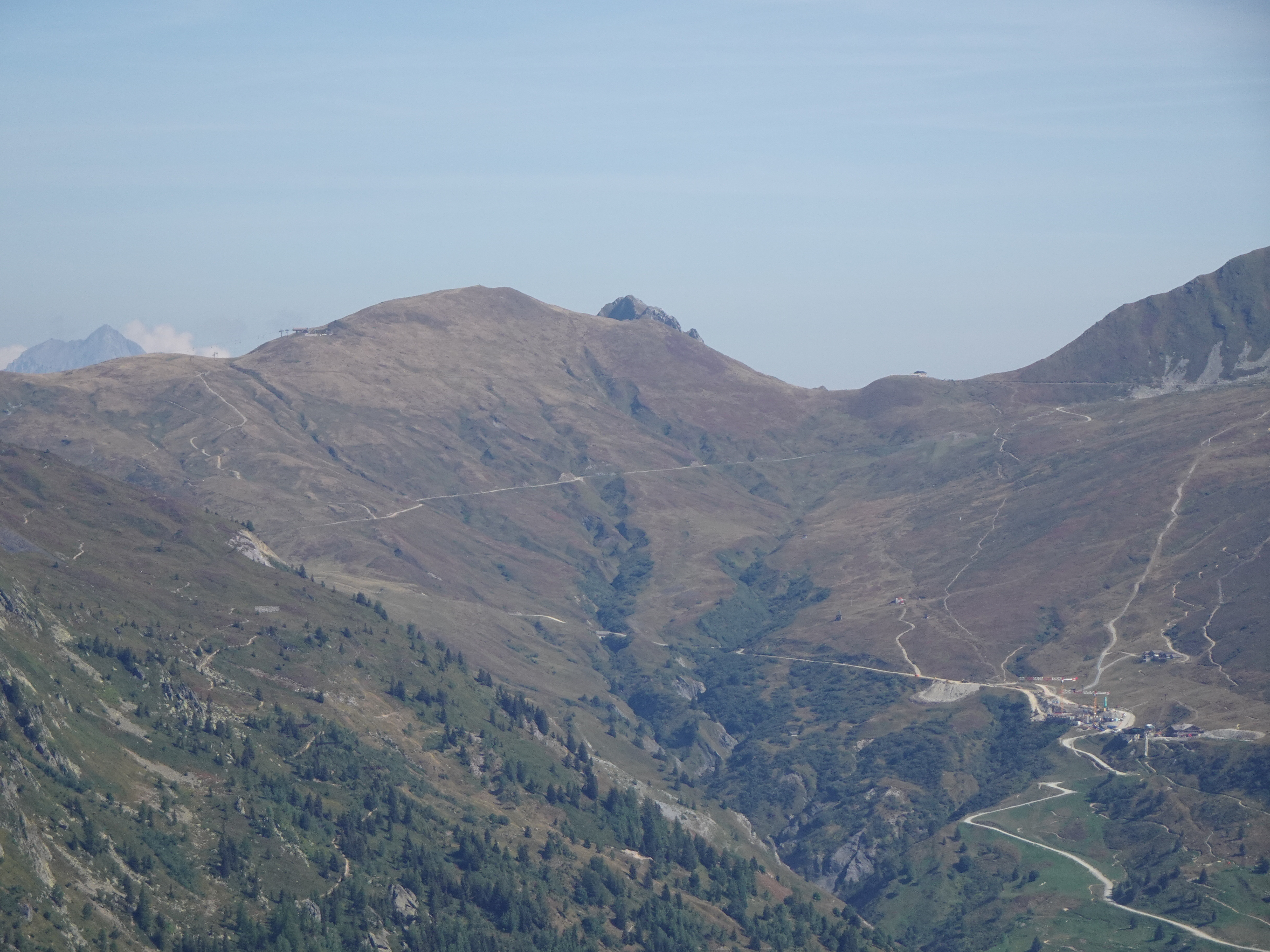
Vue de la tête et du col de Balme depuis la vallée de Chamonix au sud-ouest.